# Ігор Кравченко
Ігор Кравченко (нар. 28 березня 1973, Тарту, Естонія) — естонський політик, представник Центристської партії Естонії. Кравченко вперше пройшов до Рійгікогу, щоб замінити депутата Рейна Ратаса в грудні 2016 року. Він виходив на заміну до 14 вересня 2018 року, коли Ратас формально залишив своє місце на користь Кравченка. У Рійгікогу Кравченко з грудня 2016 року по листопад 2017 року працював у Комітеті з навколишнього середовища, а з листопада 2017 року — у Комітеті з соціальних питань.
Кравченко брав участь у парламентських виборах 2019 року, але не був обраний. Однак, оскільки староста району Мустамяе Лаурі Лаатс відмовився від свого місця в Рійгікогу, його мандат передали Кравченку.